# Перемишльська вулиця (Київ)
Перемишльська ву́лиця — вулиця в Подільському районі міста Києва, місцевість Вітряні гори. Пролягає від Западинської вулиці до вулиці Світлицького. 
Прилучаються вулиці Галицька, Вітряні Гори, Межова та провулок Кузьми Скрябіна.

## Історія
Вулиця виникла у середині XX століття під назвою 2-а ву́лиця Вітряні́ Го́ри. З 1955 до 2022 року мала назву Червонопільська. Пролягала до вулиці Косенка. У 1962 році від Перемишльської вулиці відокремлено Межовий провулок, після чого вона набула сучасних розмірів.
8 вересня 2022 року депутатами Київради проголосовано рішення про перейменування вулиці на Перемишльську.
Неподалік до кінця 1970-х-початку 1980-х також існувала Перемишльська вулиця, що зникла у зв'язку зі знесенням старої забудови.

## Забудова
| Будинок                 | Кількість поверхів | Тип (серія)           | Рік зведення |
| ----------------------- | ------------------ | --------------------- | ------------ |
| №№ 1, 1-А               | 9                  | Індивідуальний проект | 1971         |
| № 1-Б                   | 4                  | Індивідуальний проект | 1961         |
| №№ 2, 2/4Б              | 5                  | «готелька-хрущовка»   | 1968         |
| № 2-А                   | 9                  | «готелька»            | 1977         |
| № 2-Б                   | 9                  | «готелька»            | 1976         |
| № 2-В                   | 10                 | Серія № 17            | 1997         |
| № 3-А                   | 5                  | 1-447с-44             | 1974         |
| № 5                     | 5                  | 1-480-15к             | 1963         |
| №№ 6/26, 10, № 12-А     | 5                  | 1-438-9               | 1965         |
| №№ 7, 8, 9              | 5                  | 15-КП                 | 1963         |
| № 11/13                 | 5                  | 15-ВКМ                | 1964         |
| № 13/16                 | 5                  | 1-438-9               | 1963         |
| №№ 14/14, № 16, № 20/15 | 5                  | 1-438-9               | 1962         |
| №№ 15, 21, 23/17        | 5                  | 15-ВК                 | 1962         |

## Установи
- Бібліотека Подільського району ім. Джамбула Джабаєва (буд. № 11/13)
- Ясла-садок № 96 (буд. № 19)